# توماس جي. بيكيت
توماس جي. بيكيت هو سياسي أمريكي، ولد في 17 مارس 1821، وتوفي في 24 ديسمبر 1891. نشط حزبياً في الحزب الجمهوري. وقد انتخب عضو مجلس ولاية إلينوي ‏.